# Laetitia Strauch-Bonart
Pour les articles homonymes, voir Strauch.
Laetitia Strauch-Bonart, née le 8 janvier 1985 à Paris, est une essayiste et journaliste française.

## Biographie

### Famille et études
Née dans une famille de musiciens, elle est la fille de Pierre Strauch (en), violoncelliste, et de Dominique Mougin, violoncelliste et professeure au conservatoire de Montpellier. Elle est introduite très tôt aux arts et à la littérature. Elle grandit à Paris, puis à Montpellier, où elle étudie au lycée Joffre et a pour professeur de philosophie Jean-Claude Michéa,. Après avoir obtenu son baccalauréat en 2002, elle intègre les classes préparatoires littéraires du lycée Henri-IV à Paris.
Reçue à l'École normale supérieure en 2004 (concours A/L), elle est diplômée de l'Institut d'études politiques de Paris en 2009, où elle obtient un master en affaires publiques,.

### Carrière
Elle est la « plume » de François Baroin au ministère des Finances entre mars 2010 et janvier 2011,.
Après une expérience dans le conseil, elle entre à l'Institut de l'Entreprise comme chargée d'études, où elle restera jusqu'en 2014.
Entre 2017 et 2022, elle est la rédactrice en chef de Phébé, veille d'idée du magazine Le Point, puis, en 2020-2022, rédactrice en chef des pages débats du Point. Elle intervient également dans le magazine comme éditorialiste. Elle y anime, avec sa consœur Peggy Sastre, un podcast bimensuel de débat, Les Contrariantes.
En avril 2022, elle entre à L'Express, où elle devient rédactrice en chef des pages Idées et débats. Elle quitte l'hebdomadaire en 2024.
Elle dirige, chez Perrin/Presses de la Cité, une collection de traduction en français d'ouvrages de sciences humaines, « À contre-courant ». Y sont publiés, en 2023, L'Architecte invisible (Blueprint) du chercheur en génétique comportementale Robert Plomin et, en 2024, Bienvenue dans la décadence (The Decadent Society) de l'éditorialiste au New York Times Ross Douthat, tous deux traduits par Peggy Sastre.

### Positionnement
Influencée par le philosophe irlandais du XVIIIe siècle  Edmund Burke et traductrice de Roger Scruton, dont elle a contribué à introduire la pensée en France, elle est considérée comme l'une des figures de proue de la « nouvelle vague conservatrice » et défend un conservatisme libéral, compatible avec le libéralisme politique et économique.

### Présence médiatique
En 2018-2019, elle participe régulièrement au Club de l'émission Du Grain à moudre sur France Culture. De 2019 à 2022, elle fait partie des chroniqueurs de l'émission 24h Pujadas sur LCI.
Depuis 2017, elle intervient régulièrement dans 28 minutes sur Arte.
Depuis 2024, elle est chroniqueuse à l'émission L'Esprit public sur France Culture.

### Vie privée
Après avoir vécu à Paris, elle a habité Londres à partir de 2014 avant de se réinstaller dans la capitale française en 2021. Elle est mariée et mère de trois enfants.
Elle est passionnée d'histoire de l'art et notamment de la peinture de la Renaissance.

## Publications

### Ouvrages
- Vous avez dit conservateur ?, Paris, Éditions du Cerf, 2016  (ISBN 9782204104357)
- Les hommes sont-ils obsolètes ?, Paris, Fayard, 2018  (ISBN 9782213705910)
- De la France : ce pays que l'on croyait connaître, Paris, Perrin/Presses de la Cité, 2022 Prix Grammaticakis-Neumann 2023 de l'Académie des sciences morales et politiques.
- La Gratitude : Récit politique d'une trajectoire inattendue, Paris, Éditions de l'Observatoire, 2025  (ISBN 1032934182)[16]

### Ouvrages collectifs
- Philippe Labrecque (éd.), Comprendre le conservatisme en quatorze entretiens, Montréal, Éditions Liber, 2016  (ISBN 2895784833)
- Rester vivants : qu'est-ce qu'une civilisation après le coronavirus ?, Fayard, 2020
- « Alexis de Tocqueville, libéral atypique », in Jean-Christophe Buisson et Guillaume Tabard (dir.), Les Grandes Figures de la droite, Le Figaro Magazine/Perrin, 2020
- « De la démocratie en Amérique d'Alexis de Tocqueville », in Sébastien Le Fol (dir.), La Fabrique du chef-d’œuvre : comment naissent les classiques, Perrin, 2022

### Traduction
- Roger Scruton, De l’urgence d’être conservateur, Paris, L’Artilleur (Éditions du Toucan), 2016 ; traduction de How to Be a Conservative, Bloomsbury, Londres, 2014

### Radio
- « La droite et la gauche», France Culture, Répliques par Alain Finkielkraut, avec  Julia Cagé, le 8 mars 2025.